# Distrito de Brunéi y Muara
Brunéi y Muara es el distrito (daerah) más pequeño de Brunéi, así como el más septentrional. La capital es Bandar Seri Begawan, que también es la capital nacional. Otra ciudad importante es Muara.
El distrito se encuentra bordeado por el mar de China Meridional al norte, la bahía de Brunéi al este, Malasia al sur y el distrito de Tutong al oeste.
Hay varias islas en la bahía de Brunéi que pertenecen al distrito.

## Provincias

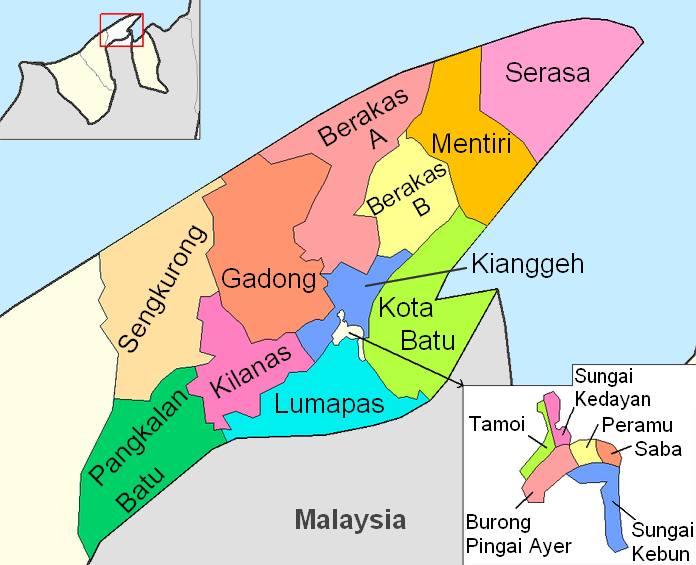
Mapa con los subdistritos (mukims) del distrito de Brunéi y Muara.

- Kianggeh
- Berakas "A"
- Berakas "B"
- Kota Batu
- Gadong
- Kilanas
- Sengkurong
- Pengkalan Batu
- Lumapas
- Sungai Kebun ¹
- Tamoi ¹
- Burong Pinggai Ayer ¹
- Sungai Kedayan ¹
- Kampong Peramu ¹
- Saba ¹
- Serasa
- Mentiri

¹ - mukim (con más de 30 000 habitantes)
- Datos: Q153009
- Multimedia: Brunei-Muara / Q153009